# Sequence
 Ikke at forveksle med Sequencer.
Sequence er et kombineret bræt- og kortspil, hvor det gælder om at lave to rækker på fem brikker i sin egen farve - en sekvens. Disse kan lægges både lodret, vandret og diagonalt.
Brættet består af aftegninger af spillekort. To af hvert kort, bortset fra knægte (disse fungerer som jokere, se nedenfor). Der følger et dobbelt sæt spillekort (104 kort) og et antal jetoner i tre farver med. Hvis man er flere end tre spillere, der deltager, inddeles man i hold.

## Spilleregler
Hver spiller eller hold får et antal kort, der varierer i forhold til antallet af deltagende spillere, samt et antal jetoner. Udfra de kort, man har på hånden, lægger man en jeton på brættet. Når dette er gjort, trækker man et nyt kort fra bunken. Glemmes dette, må man spille videre med et kort færre på hånden. Knægtene fungerer som jokere, således at et-øjede knægte giver ret til at fjerne en af modstanderens brikker, forudsat at den ikke indgår i en sekvens. To-øjede knægte giver spilleren ret til at lægge en jeton på et valgfrit felt. Er man i besiddelse af et kort, hvor begge felter er besat, kaldes dette et dødt kort, og må udskiftes med det andet fra bunken. De fire hjørnefelter er jokerfelter, der kan tælle som et af de fem felter i en sekvens.